# CN Cisco Bridge
Die CN Cisco Bridge ist eine eingleisige Eisenbahnbrücke der Canadian National Railway (CN) über den Fraser River, etwa zehn Kilometer südlich von Lytton, in der kanadischen Provinz British Columbia. Sie ist eine von zwei benachbarten Eisenbahnbrücken über den Fraser Canyon am namensgebenden Streckenpunkt Cisco, der wiederum benannt wurde nach dem angrenzenden Rancherie der „Siska First Nation“, einer Gruppe der Nlaka'pamux.
Die von Waddell & Harrington entworfene Fachwerk-Bogenbrücke wurde 1913–1914 von der Canadian Northern Railway (CNoR) errichtet und war Teil einer transkontinentalen Eisenbahnverbindung zwischen Montreal und Vancouver, die als Konkurrenz zur Canadian Pacific Railway (CPR) entstand. Die CPR hatte die erste kanadische transkontinentale Verbindung schon 1885 fertiggestellt und querte den Fraser Canyon etwa 400 Meter flussabwärts. Nach finanziellen Schwierigkeiten 1918 wurde die Canadian Northern Railway verstaatlicht und 1923 Teil der CN.

## Geschichte

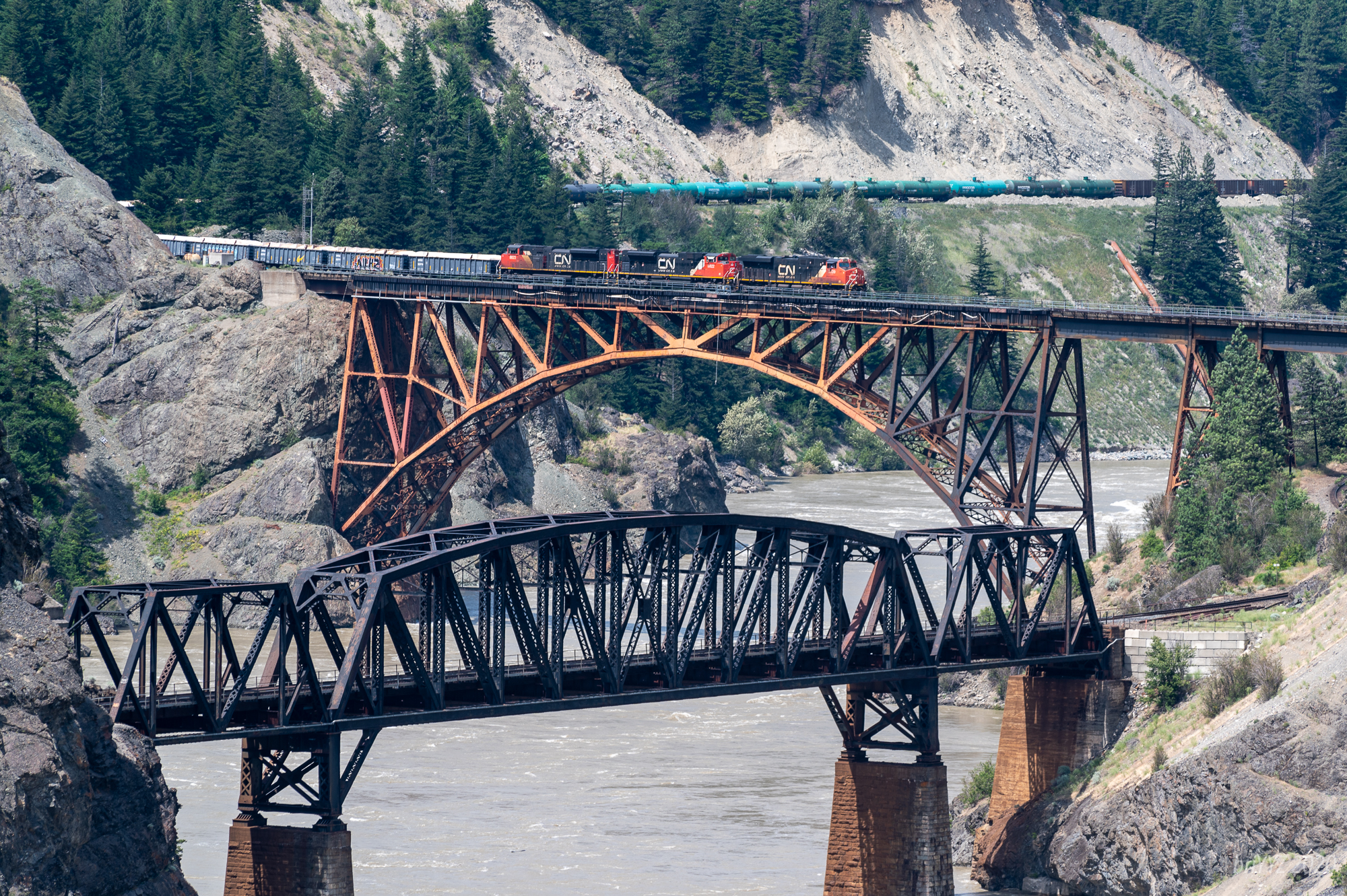
Die beiden Eisenbahnbrücken über den Fraser River (vorne die CPR Cisco Bridge, dahinter die CN Cisco Bridge)

Die erste Flussquerung über den Fraser Canyon unterhalb von Lytton wurde 1882–1884 von der Canadian Pacific Railway gebaut. Von Vancouver aus verlief die transkontinentalen Eisenbahnverbindung der CPR am Westufer des Fraser Rivers entlang und wechselte am Streckenpunkt Cisco zum Ostufer. Die von Charles Conrad Schneider entworfene Gerberträger-Fachwerkbrücke wurde 1910 durch die drei heutigen einzelnen Fachwerkträger ersetzt, da die alte Konstruktion den zunehmenden Lasten der immer leistungsfähigeren Dampflokomotiven nicht mehr gewachsen war. Mit dem kommerziellen Erfolg der 1885 fertiggestellten ersten kanadischen transkontinentalen Eisenbahnverbindung entstanden Anfang des 20. Jahrhunderts weitere, teils weiter nördlich verlaufende Verbindungen durch die Grand Trunk Pacific Railway (Moncton–Prince Rupert) und durch die Canadian Northern Railway (Montreal–Vancouver). Letztere verlief zwischen Vancouver und Kamloops parallel zur Strecke der CPR am Fraser River und Thompson River entlang, musste aber aufgrund der steilen Flusscanyons jeweils am gegenüberliegenden Ufer verlegt werden. Dadurch war am Streckenpunkt Cisco der Bau einer weiteren Brücke notwendig sowie von zwei weiteren in Lytton, wo der Thompson im Osten in den Fraser mündet. Für diese und mehrere weitere Brücken über den North Thompson River wurde das Ingenieurbüro Waddell & Harrington engagiert; als Generalunternehmer fungierte die Mackenzie, Mann & Company. (Auftraggeber war eigentlich die Canadian Northern Pacific Railway, die als 100-%-Tochtergesellschaft der CNoR aber nur auf dem Papier existierte.)
Für die Flussquerung am Kreuzungspunkt der Eisenbahnstrecken konstruierte die Firma von John Alexander Low Waddell und John L. Harrington eine Fachwerk-Bogenbrücke über den Fraser, ergänzt durch eine Trestle-Brücke über die Gleise der CPR am Ostufer. Die Brücke wurde 1914 fertiggestellt und die CNoR konnte im Folgejahr ihre transkontinentale Verbindung in Betrieb nehmen. Nur drei Jahre später geriet die Eisenbahngesellschaft in finanzielle Schwierigkeiten und musste 1918 verstaatlicht werden. Seit 1923 ist sie zusammen mit der damals ebenfalls insolventen Grand Trunk Pacific Teil der Canadian National Railway.

## Beschreibung

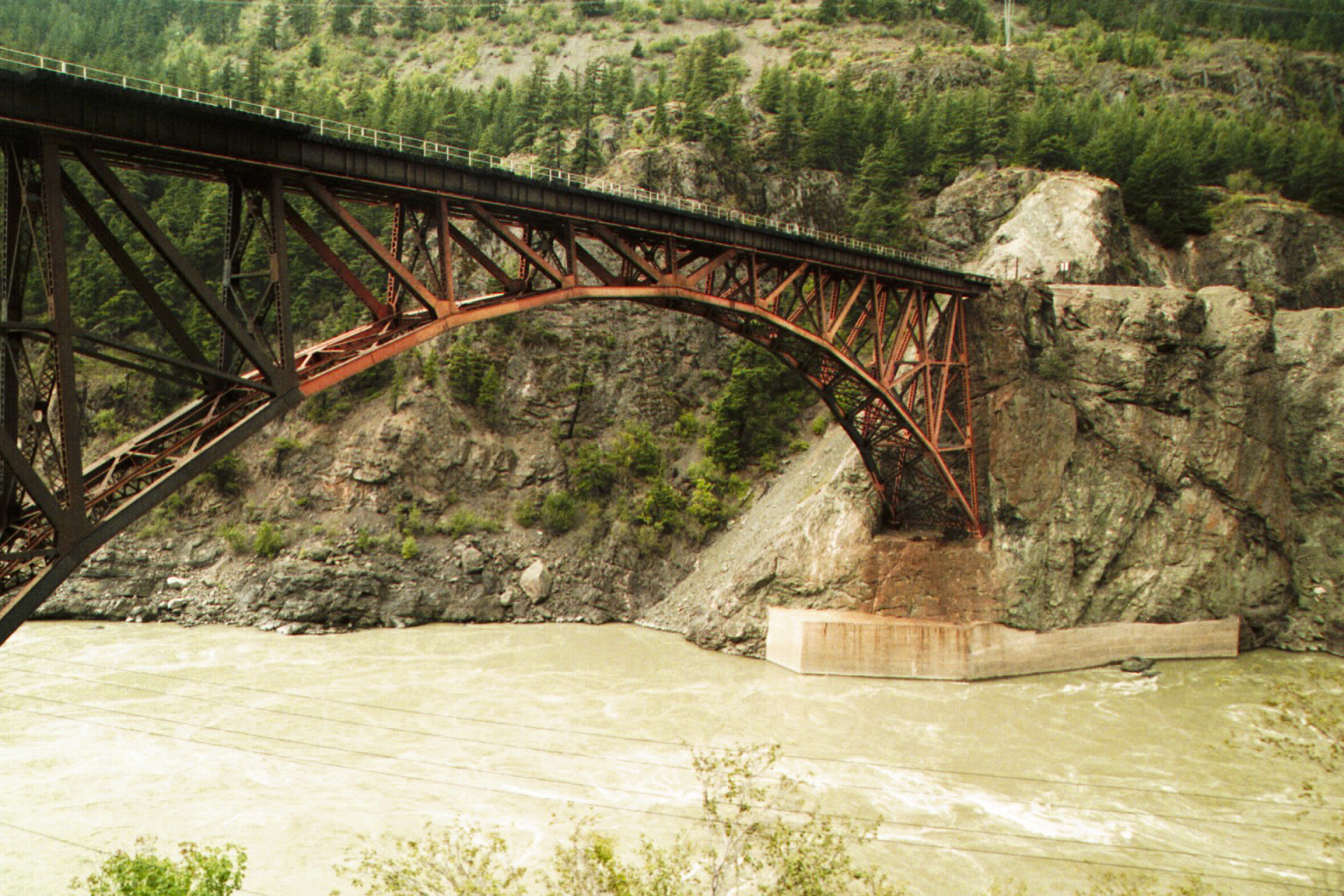
Nordseite des Dreigelenkbogens, 2011

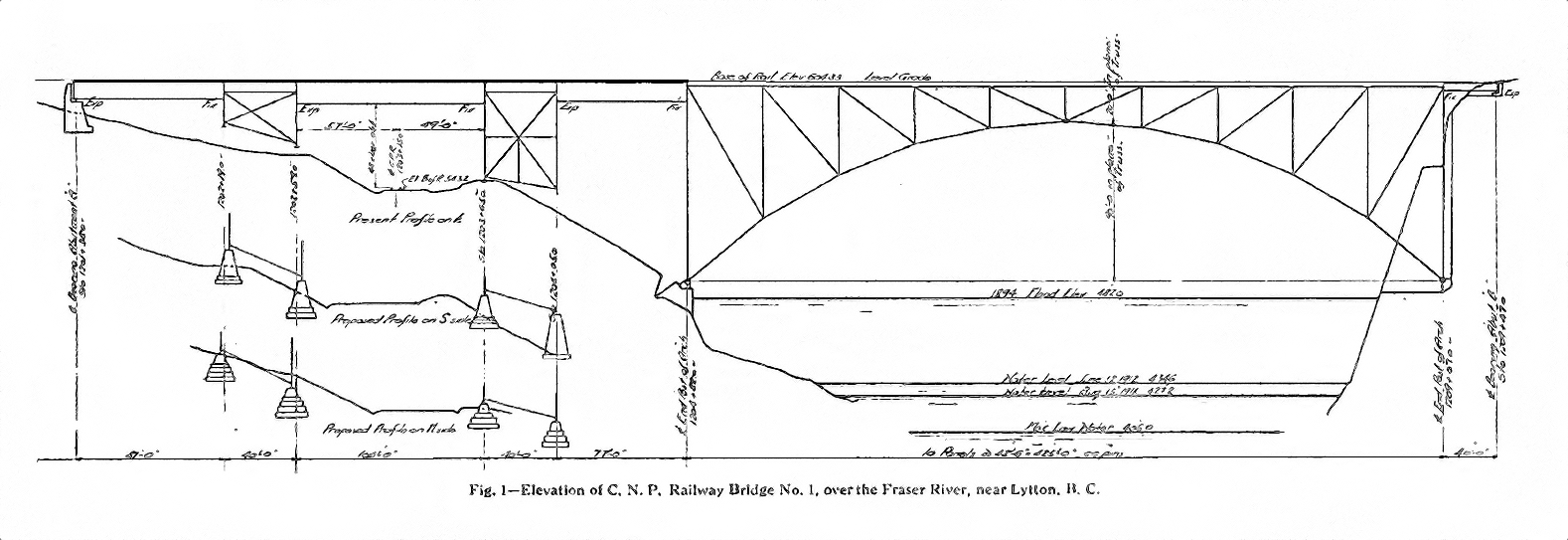
Schematische Zeichnung der Bogenbrücke von 1914, Blick nach Süden

Die insgesamt 247 m lange Stahlkonstruktion gliedert sich von Ost nach West in eine 105 m lange Trestle-Brücke aus fünf Vollwandträgern, die von zwei Gittermasten getragen werden. Die Längen der Balkenträger variieren von etwa 23 m bis 32 m zwischen den Masten bzw. dem östlichen Widerlager und der folgenden Bogenbrücke, die Balkenträger auf den Masten sind 12 m lang. Die folgende Fachwerk-Bogenbrücke hat eine Länge von 129,5 m. Die Untergurte bilden hier einen Dreigelenkbogen, dessen Scheitelpunkt sich 27 m über die Kämpferlinie erhebt. Der Bogen ist mit dem horizontal verlaufenden Obergurt durch das Fachwerk zu einer Spandrille ausgesteift. Die Konstruktionshöhe beträgt an den Außenseiten 33,5 m und am Scheitelpunkt 6,1 m. Die beiden Fachwerkbögen sind durch Windverbände zu einem dreidimensionalen Fachwerk verbunden, wobei die Mittellinien der Obergurte einen Abstand von 4,3 m und die der Untergurte von 8,5 m in Höhe der Auflager haben. Die Untergurte sind an ihren Enden sowie am Scheitelpunkt mit Bolzenverbindungen drehbar gelagert, wodurch der Dreigelenkbogen entsteht. Abschließend folgt zum westlichen Widerlager noch ein 12 m langer Vollwandträger. Die lichte Höhe beträgt unterhalb des Scheitelpunktes der Bogenbrücke etwa 54 m bei Niedrigwasser (bei extremen Hochwassern bis zu 20 m weniger) und unterhalb der Trestle-Brücke etwa 15 m über den Gleisen der CPR.